# Iolaus bilineata
Iolaus bilineata är en fjärilsart som beskrevs av George Thomas Bethune-Baker 1908. Iolaus bilineata ingår i släktet Iolaus och familjen juvelvingar. Inga underarter finns listade i Catalogue of Life.